# 瑞记洋行
德商瑞记洋行（Arnhold & Karberg & Co.），是一家历史悠久的德国籍犹太人公司，为中国清末民初最著名的洋行之一。

## 历史
1866年9月（一說1854年），德籍犹太人安霍尔特兄弟（Jacob Arnhold & P.Arnhold）和丹麦商人彼得·卡尔贝格（Peter Karberg）在中国广州河南合资设立了德商瑞记洋行。随后迁入英法租界所在的沙面岛。1867年在香港设立了第一个分行。1881年1月1日在上海设立分行。
1917年中国对德国宣战后，瑞记洋行在华资产被英国汇丰银行代管。一战结束后，卡尔贝格回国，老安霍尔特兄弟先后去世。安霍尔特的下一代哈利·愛德華·安霍尔特和查尔斯·赫伯持·安霍尔特（Charles Herbert Arnhold，1881年9月19日生于伦敦，牛津大学硕士）兄弟俩是英国籍，要求戰爭結束後发还瑞记洋行资产。
1919年在香港重新注册，改名为英商安利洋行（Arnhold Brothers & Co.,Ltd）重新开业。但是总部设于上海九江路6号，1930年迁至南京路外滩沙逊大厦。二位來自英國的小安霍尔特兄弟文化修养较高，在政治上也十分活跃，兩人都曾在上海公共租界工部局任过董事，亨利·愛德華·安霍尔特还一度担任总董。
1926年底，新沙逊洋行（E. D. Sassoon & Co.,Ltd）兼并了安利洋行。1935年，安诺德兄弟离开安利洋行，另组英商瑞记贸易股份有限公司（Arnhold Trading Co.,Ltd)。
1949年后洋行总部迁往香港，现为“安利集團”。

## 版圖
該行20世紀初期貿易業務繁盛，到1901年，它已经在中国设立了37个分支机构。在天津、汉口设立分行，在长沙、常德、沙市、宜昌、万县、青岛、芜湖、九江、牛庄、重庆、奉天等地设立支行。其中在北京、济南、吉林只有中国雇员。瑞记洋行主要从事军火、五金以及土产进出口贸易，甚至通过控股德商斯奈特拉格（H.Snethlage）的祥泰木行（China Import & Export Lumber Co.,Ltd)，垄断了中国的木材进口。
瑞记洋行于1895年、1903年相继在上海开办了瑞记纱厂和瑞鎔机器造船厂（New Engineering & Shipbuilding Works Ltd.)。
瑞记洋行的汉口分行在汉口，尤其是汉口德租界中拥有举足轻重的地位，占有该租界的中段，南到江岸街（今沿江大道）、东到寿街（Nien street，今四唯路）、北到汉中街（今胜利街）的地块，以及禄街（Utsen street，今三阳路）、汉中街交会处等地，分行大楼则位于中街、寿街转角处。从1906年汉口德租界工部局成立到1917年德租界被收回，前后共12年，瑞记洋行的大班赫仁斯派尔格尔（W.Herensperger）先后9年任工部局董事，另一位大班杜伯尔（W. F. Dubber）也曾于1913年任工部局董事。
1924年10月9日，安利洋行投资100万两创办的中国公共汽车公司开辟了第一条营业线路：外滩—静安寺，以后线路陆续增加到12条。
1929年—1935年，汉口安利洋行在今四唯路10号投资13.6万元，建造五层钢筋混凝土结构的公司办公大楼，由景明洋行设计。该建筑为现代派建筑。外墙面贴浅枣红色泰山面砖，室内铺柚木地板。建筑面积5822平方米。此楼今为昆仑胜利饭店。